# Parque Bicentenario (Vitacura)
El Parque Bicentenario es un parque público situado en la comuna de Vitacura en la ciudad de Santiago, Chile, contenida por la Avenida Bicentenario y el río Mapocho y conformado por 30 hectáreas.
La primera etapa del proyecto fue inaugurada en 2006, mientras la segunda y final fue inaugurada el 2011, totalizando exactamente 314.314 m² de áreas verdes y una superficie edificada restringida a un máximo del 1%, de acuerdo al Plan Regulador Metropolitano de Santiago (PRMS).
Integra la red de parques de la ribera sur del río Mapocho, limitando al norte con el Cicloparque Mapocho 42K, al este con el Parque Monseñor Escrivá de Balaguer y al oeste con el Parque Titanium.

## Orígenes
El Parque Bicentenario es el resultado del concurso público convocado en 1998 por la Ilustre Municipalidad de Vitacura, para establecer un plan estratégico que ordenara el desarrollo paisajístico y urbano del, en ese entonces, Parque de Las Américas, en el borde del Río Mapocho.
Asimismo, el proyecto formaría parte del sistema de áreas verdes que se extiende en forma continua por la ribera sur del río Mapocho, desde la Avenida Matucana en Santiago Centro hasta su extremo oriente en el Parque Bicentenario. De poniente a oriente, las otras áreas principales son el Parque de la Familia,  Parque de Los Reyes, el Parque Forestal y el Parque Providencia, en la comuna homónima.
En el concurso público, la propuesta ganadora fue la del equipo liderado por el arquitecto y paisajista Teodoro Fernández Larrañaga, y cuya construcción se inició en 2006 y fue inaugurada en dos etapas: con una extensión de 18 hectáreas, la primera se abrió a todo público en 2007. Mientras para noviembre de 2011, se inaugura la segunda y última etapa (12 hectáreas), cuyo diseño también estuvo dirigido por el mismo equipo de arquitectura y paisajismo.

Cada uno de los bordes del parque se transforma en paisaje del otro, separados y reunidos al mismo tiempo por el gran espacio central que anima a ambos y les da unidad: hacia el oriente la cordillera y la ciudad vista a través de grandes líneas geométricas y árboles caducos en hileras ordenadas. Hacia el poniente, masas apretadas de matorral arborescente formando la base del cerro San Cristóbal con su silueta al poniente.
Memoria de proyecto.

## Atractivos

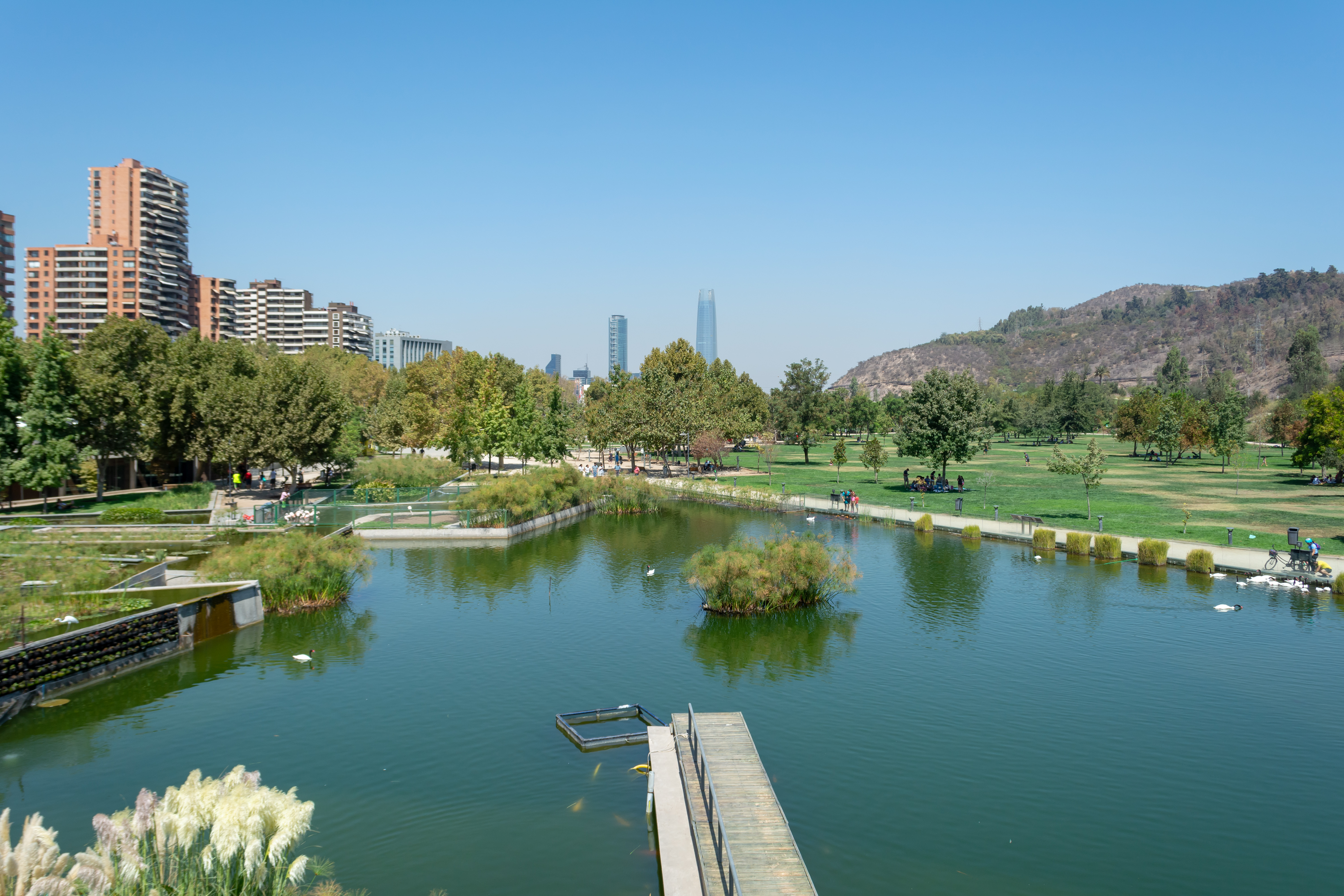
Vista del parque.

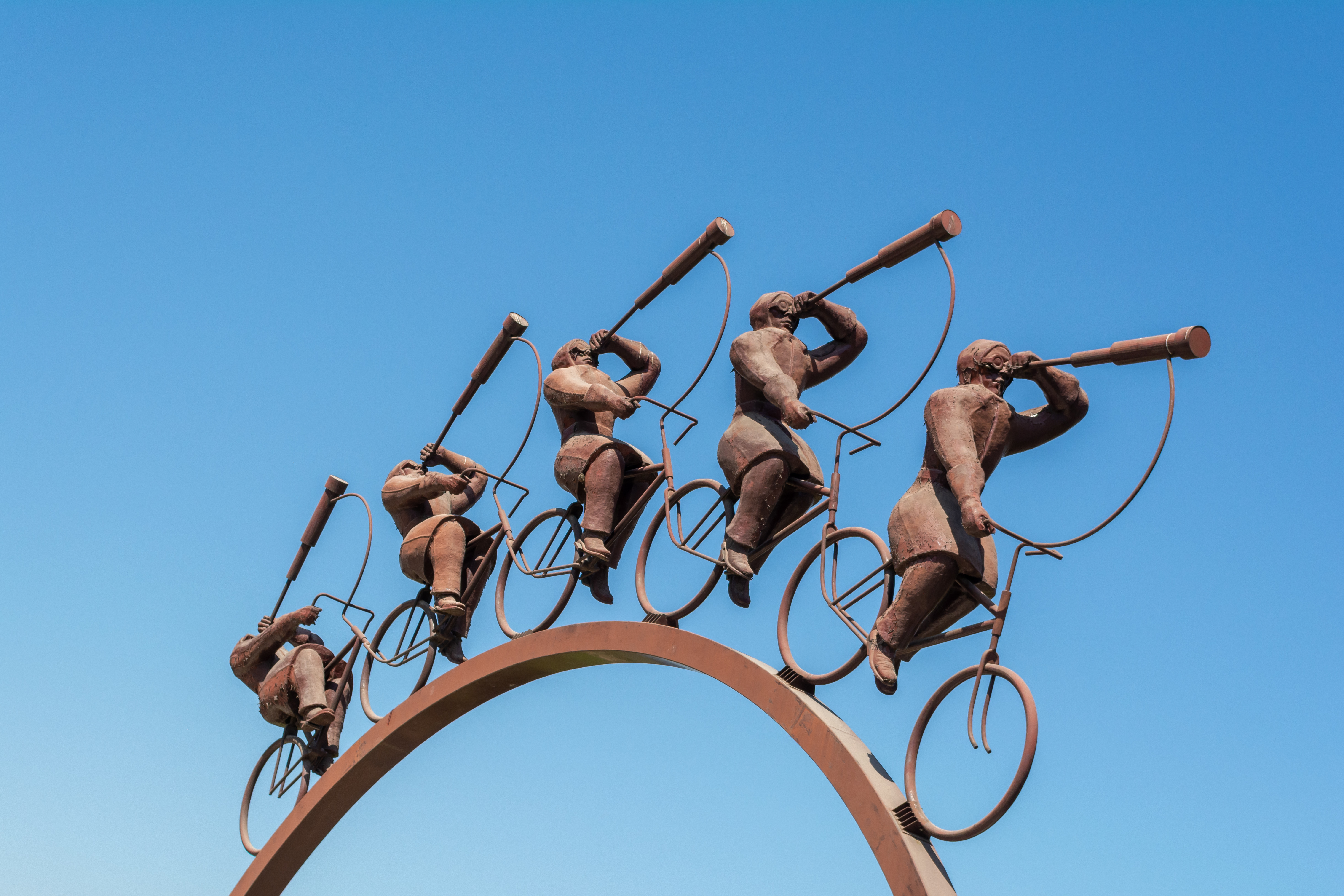
La búsqueda de Hernán Puelma.

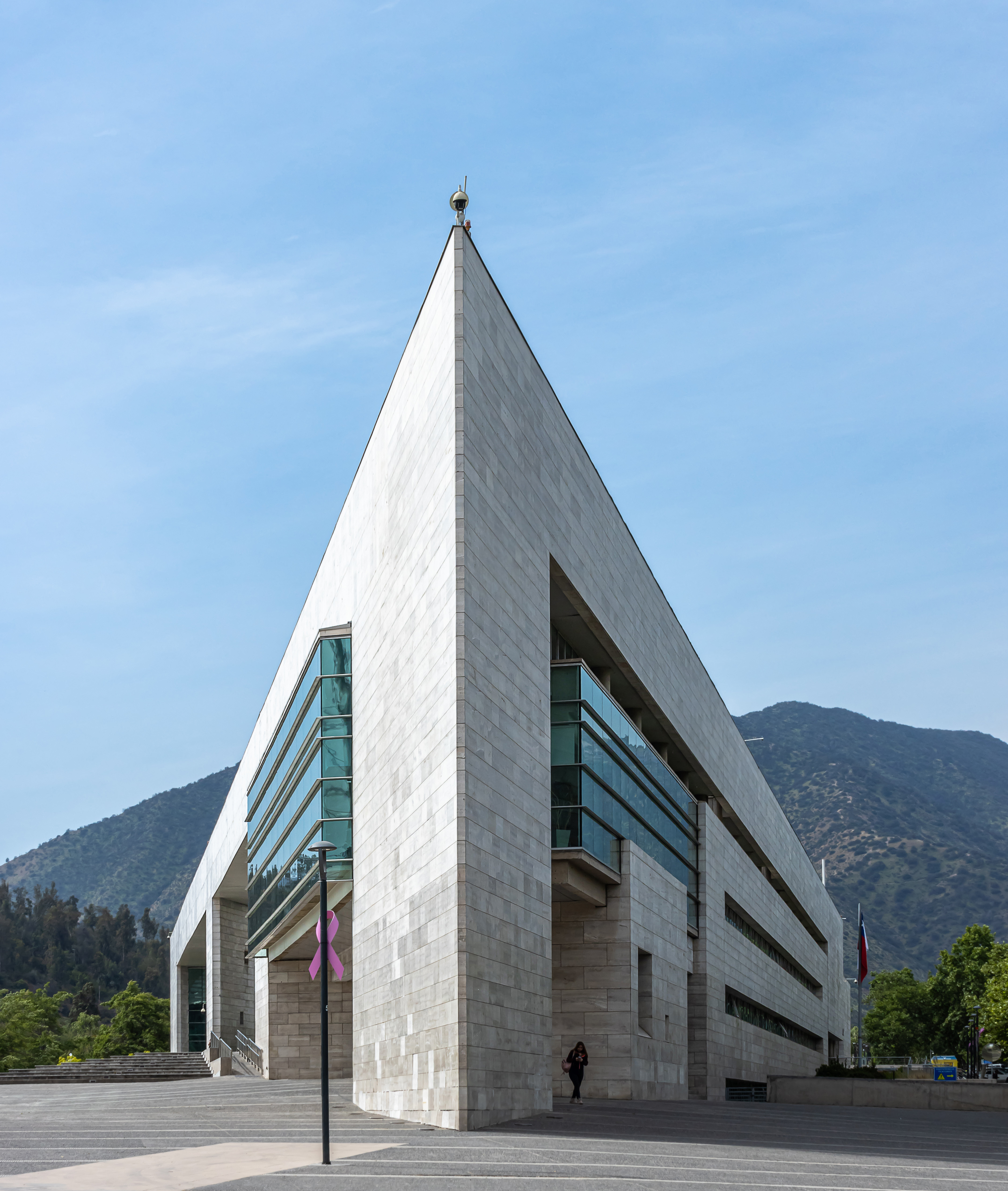
Centro Cívico de Vitacura.

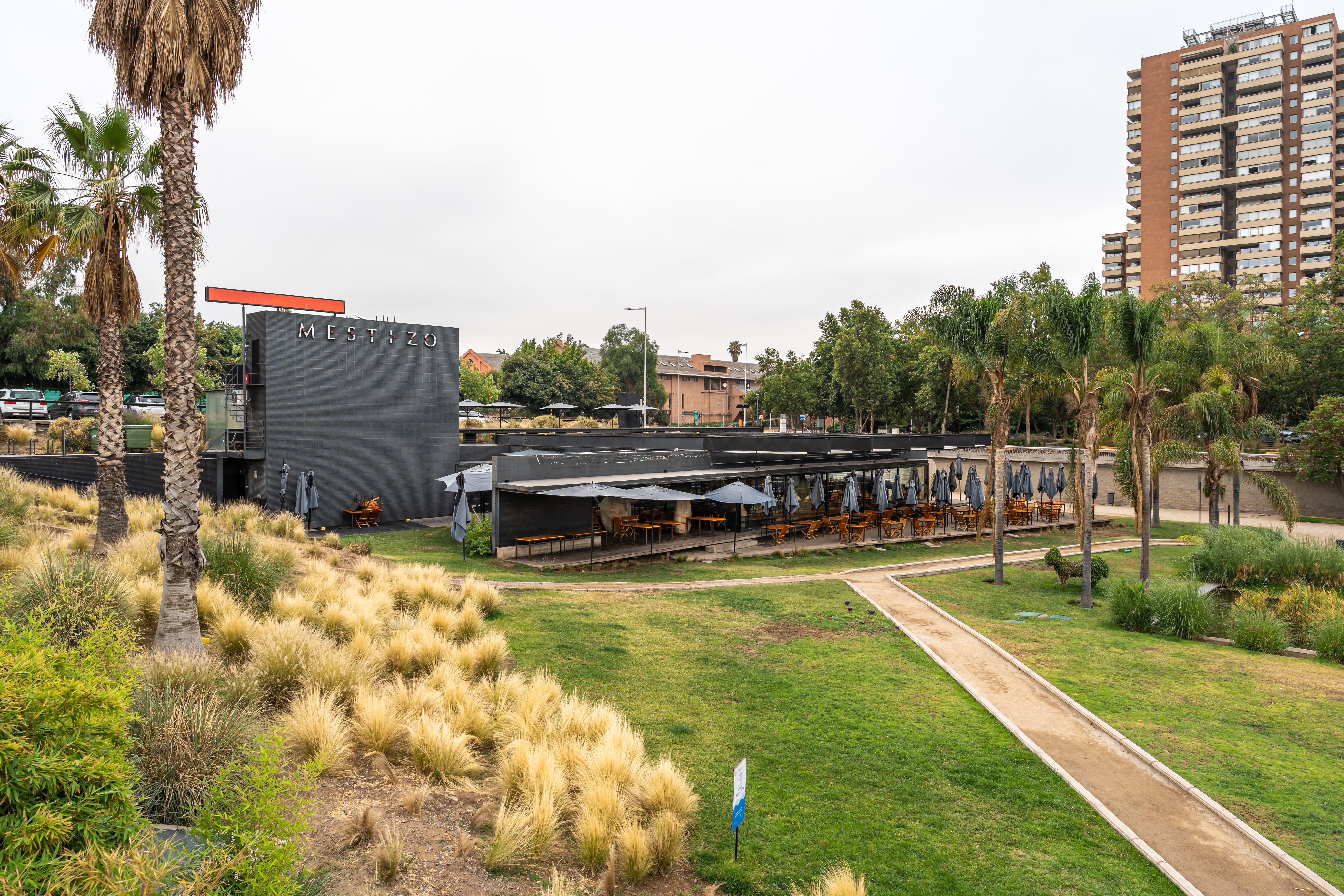
Restaurante Mestizo.

El parque tiene como núcleo central el Centro Cívico de Vitacura -concentrando los servicios públicos de la comuna en el edificio consistorial de la municipalidad-, y cuenta con un restaurante en su extremo oriente, dos lagunas artificiales, amplias explanadas de césped, un catálogo de diversos árboles y espacios programáticos para desarrollar actividades de ocio, descanso y paseo en familia.
En su diseño paisajístico, el Parque Bicentenario se define en función de tres áreas principales: mientras el Paseo de los Plátanos es un circuito perimetral del parque, la Explanada Central concentra la mayoría de las actividades, tales como el parque canino, un anfiteatro para diez mil personas, los ciclopaseos y las dos lagunas artificiales con un ecosistema de cisnes, peces y especies vegetales y el Talud, definido como pantalla visual y acústica del flujo vehicular de la contigua Costanera Norte y la futura Costanera Sur.

### Jardín de Ciegos
El proyecto no incluye en su borde poniente el Jardín de Ciegos, el cual se pretende asegurar la participación y realización de diversas actividades sociales y culturales de parte de la población no vidente. Éste es un jardín temático, al que se ingresa a través de baldosas texturizadas para recorrer las siete zonas programáticas, rodeadas por muretes asientos con el fin de proveer seguridad a los usuarios.
Estas zonas son: Sonidos del agua, Cantos de pájaros, Aromas, Picnic, Ajedrez gigante, Reconocimientos de materiales y texturas para niños y Juegos infantiles especiales.

### Vegetación
Los 314.314 m² de área verde del parque cuentan con alrededor de 4.000 árboles, de los cuales más de 1.300 son especies nativas, además de extensiones de césped, área de actividades y dos lagunas artificiales, una de las cuales conserva un ecosistema de plantas acuáticas, peces y cisnes de cuello negro.
Las especies arbóreas presentes -todas regadas con agua proveniente de las lagunas artificiales- están agrupadas en dos categorías: nativas e introducidas. De las primeras, se escogieron Espinos, Bellotos, Pataguas, Peumos, Quillay, Arrayán y la Palma chilena. Mientras que el catálogo de especies introducidas está integrado por el plátano oriental, Ceibo, Jacaranda, Crespón, Liquidámbar, Encina, Alcornoque, Ciprés calvo, Palma washingtonia y la Parquinsonia.
Respecto de las especies arbustivas que conforman los macizos y jardineras presentes en la propuesta paisajística hay gramíneas tales como stipas, Pennisetum y carex. En los macizos de arbustos se destacan la iris, rosas lavandas y viburnum.

### Esculturas
Por el acceso de Alonso de Córdova se encuentran los monumentos a Arturo Prat y a Bernardo O'Higgins. La escultura principal se encuentra en el acceso de la calle Los Abedules y es obra del artista Hernán Puelma. Se titula La Búsqueda y fue construida a base de hierro y fibra de vidrio. Pesa 20 toneladas y mide 20 metros de alto.
Además, están las esculturas: “Hoja II”, de Cristina Pizarro; “Alazul”, de Javier Arentsen; “Volare”, de Lucía Waise; “El Pez”, de Felipe Castillo; “Paseante II”, de Marcela Correa; “Bosque Nativo”, de María Angélica Echavarri; “Lemucura II”, de Mauricio Guajardo; “Totem”, de María Soledad Chadwick; “Torre de Babel”, de Alicia Larraín; “Percepción”, de Angélica Peric y “Ave Fénix”, del Premio Nacional de Arte, Sergio Castillo.

### Restaurante Mestizo
El restaurante Mestizo, incluido en el Plan Maestro del Parque Bicentenario y licitado el 2005, está ubicado en el extremo nororiente del parque "frente a extraordinarios jardines de agua, encajonado entre una colina-mirador y el andén peatonal que corre a lo largo de Avenida Bicentenario". El proyecto de arquitectura estuvo a cargo del arquitecto chileno Smiljan Radic- y en 2012 la obra formó parte de la exposición internacional arquitectónica Blanca Montaña, un compilado de las "más destacadas obras de la arquitectura chilena de los últimos 20 años".

Pusimos vigas maestras de hormigón armado negro asociadas a losas del mismo material -su forma la obtuvimos de algunos grafitis urbanos-. Estas losas son el cielo “falso” del recinto y desde las vigas descienden apoyos hasta tocar en lugares estratégicos granitos de diversos tamaños, alturas y pesos (de) hasta 10 toneladas.
Smiljan Radic, arquitecto del restaurante Mestizo.

### Nuevo Museo de Santiago
A fines de 2020 se dio a conocer el diseño ganador del concurso para la construcción del Nuevo Museo de Santiago, un museo de arte contemporáneo que se ubicará en el extremo sur del parque urbano, el cual albergará la «Colección Engel», una de las colecciones de arte privadas más grandes del país.